# リチウムテトラメチルピペリジド
リチウムテトラメチルピペリジド（lithium tetramethylpiperidide、LiTMP）は、有機塩基および非求核塩基の一つである。伝統的に2,2,6,6-テトラメチルピペリジンとn-ブチルリチウムから-78℃の環境で合成されるが、この反応は遅く、0℃の方がより反応が進むという報告がある。この化合物はTHF/エチルベンゼンの混合溶液中で安定で、その状態で市販されている。pKa = 37である。